# Магніто-інерційний синтез
Магні́то-інерці́йний термоя́дерний си́нтез, МІТС (англ. Magneto-Inertial Fusion, MIF) – підхід до керованого термоядерного синтезу, що поєднує риси методів магнітного та інерційного утримання плазми. Такий підхід був висунутий у 60-70-ті роки ХХ сторіччя.

## Фізика процесу
У магніто-інерційному синтезі замагнічена плазма (мішень) може стискатися до високих густин та досягати високих температур для досягнення процесу термоядерного запалення та горіння.
Відмінність від традиційних методів полягає у тому, що до утримання стиснутого термоядерного DT пального використовується магнітне поле. Ключові фізичні ефекти використання магнітного поля:
- зменшення внутрішньої теплопровідності;
- збільшення нагріву альфа-частинок стиснутого палаючого пального.

Такий підхід дає значне збільшення площі параметру густини для запалення інерційного синтезу.
Викорисатння магнітного поля для зменшення теплового потоку в інерційно стиснутій плазмі спрощує вимоги до джерел (драйверів), що забезпечують стискання та нагрів мішені. В різноманітних схемах магніто-інерційного синтезу як драйвери пропонується використовувати як лазерні імпульси, так і іонні та плазмові пучки. При тиску понад 1 Мегабар реалізується режим фізики високих густин енергій.

## Дослідження
Впродовж останніх 10 років, у галузі досліджень магніто-інерційного синтезу відбулись значні зрушення. Команди дослідників із Лос-Аламоської національної лабораторії та Дослідницької лабораторії військово-повітряних сил (США) досліджують стискання магнітно-утримуваної плазми з оберненою магнітною конфігурацією (FRC) для досягнення кіловольтних температур.
У Рочестерському університеті (Нью-Йорк, США) здійснили експеримент: ввели магнітні поля в центр мішеней на лазерній установці OMEGA, і стиснули ці поля підривом лайнера лазером OMEGA для запису значень магнітного поля та продемонстрували збільшення виходу нейтронів.
У Національній лабораторії Сандія запропонували та тестують керований магнітом берилієвий лайнер, який підривається за допомогою Z machine, що стисне попередньо нагріту лазером намагнічену DT плазмову мішень (MagLIF).
Приватна компанія, General Fusion (Канада), розробляє компактне тороїдальне джерело плазми та планує акустичні драйвери, що проведуть рідкий лайнер крізь товсті рідкі стінки.
Ці підходи мають діапазони часу імплозії (внутрішнього підриву) в межах від наносекунд (ns) до десятків мікросекунд (μs) і всі мають у сутності відмінні питання «фізики мішені».